# Batrachium nipponicum
Batrachium nipponicum là một loài thực vật có hoa trong họ Mao lương. Loài này được Czerep. mô tả khoa học đầu tiên năm 1981.